# Industrie agroalimentaire

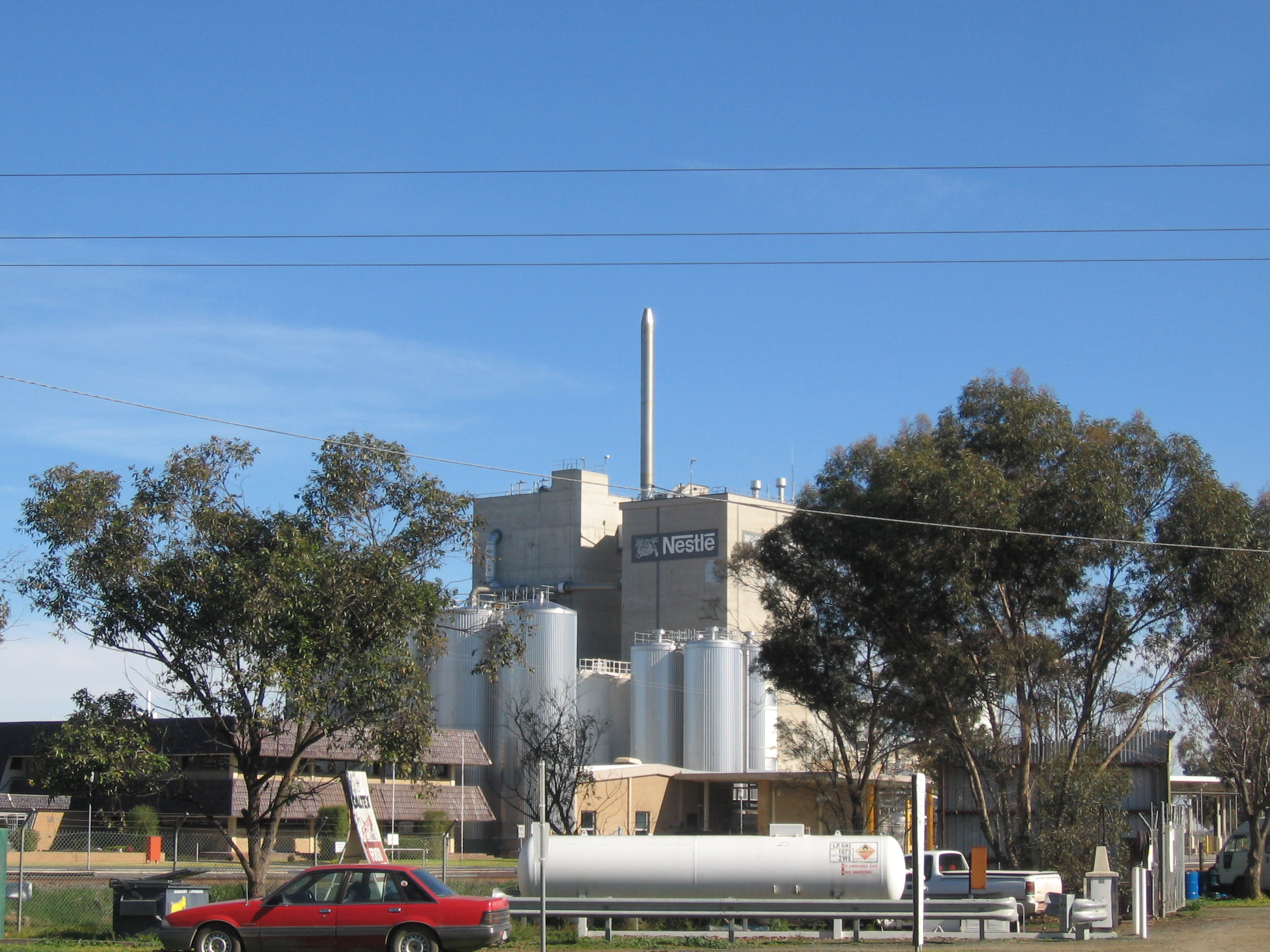
Une usine de transformation de l'industrie agroalimentaire Nestlé.

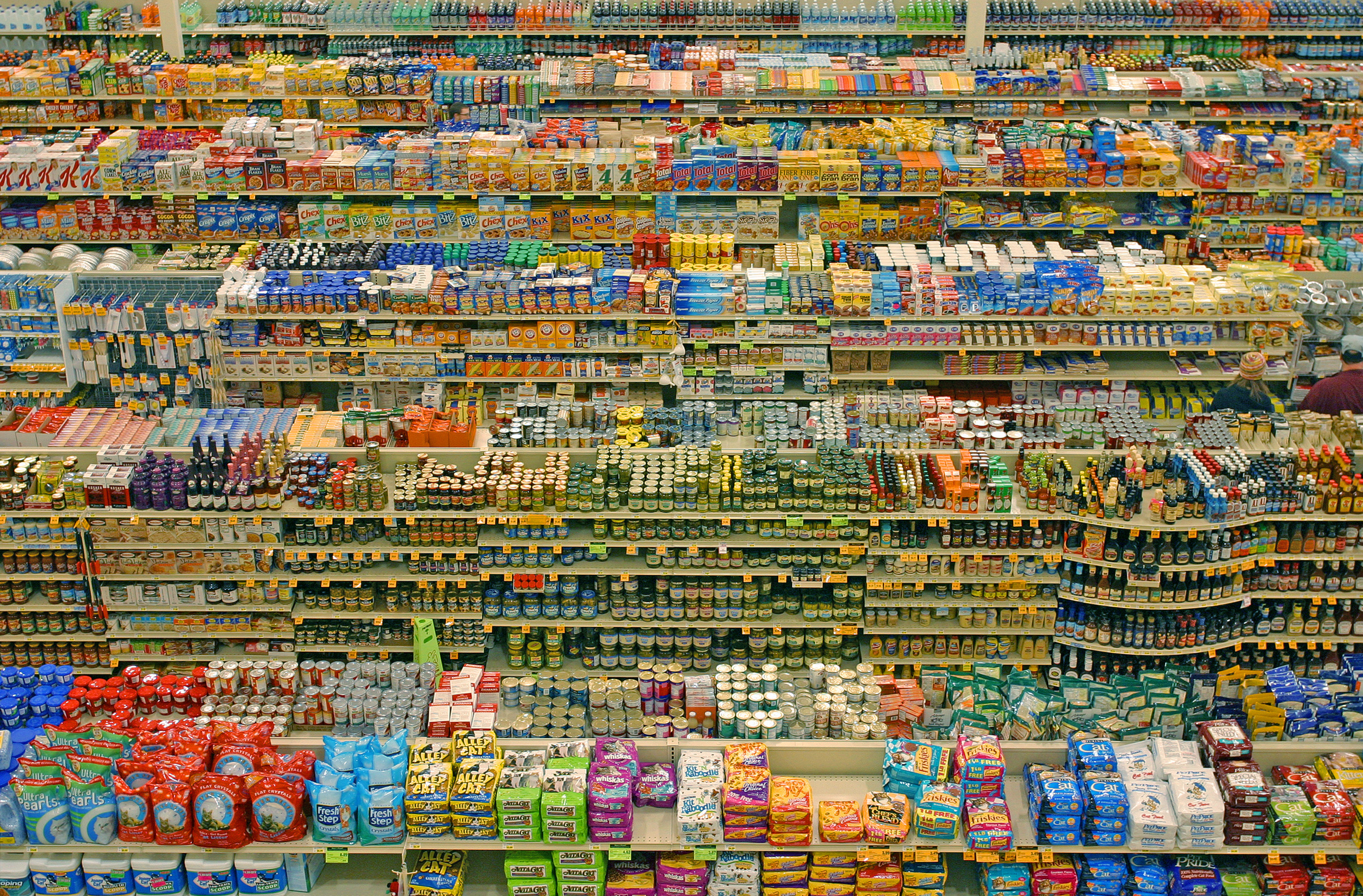
Allées d'étagères chargées d'aliments emballés dans une grande épicerie américaine de l'Oregon. Une apparente abondance, associée à des publicités et un marketing efficace, peuvent inciter au gaspillage alimentaire, mais aussi à la mal-nutrition et encourager l'épidémie d'obésité.

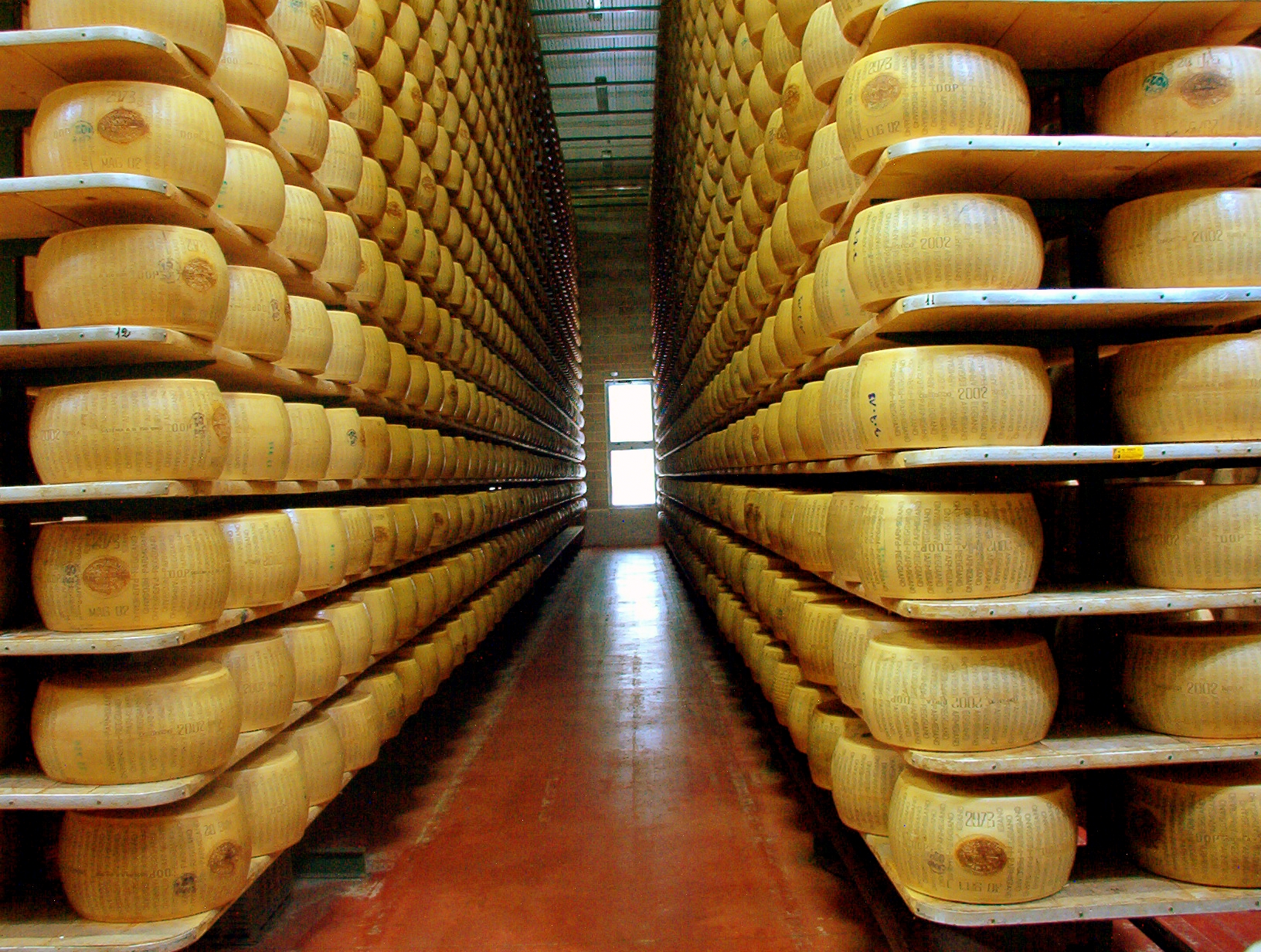
Production de masse et en série d'un fromage (Parmigiano reggiano) en usine dans l'aval du secteur de l'industrie laitière.

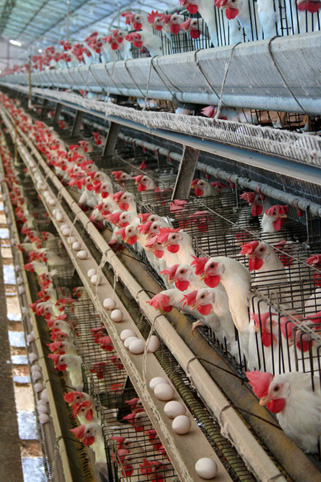
Élevage en batterie de poules pondeuses, ici au Brésil, un exemple d'élevage intensif critiqué en raison de son atteinte au bien-être animal.

L’industrie agroalimentaire (en abrégé IAA) ou industrie alimentaire est l'ensemble des activités industrielles qui transforment des productions alimentaires issues de l'agriculture ou de la pêche en aliments industriels destinés essentiellement à la consommation humaine.
Première industrie mondiale à la fin du XXe siècle, elle doit répondre à un besoin primaire (manger). Elle le fait via des filières orientées vers la production, la distribution, la transformation, la préparation, la conservation, le transport, la certification et le conditionnement de denrées alimentaires.
Depuis la révolution industrielle et l'apparition de la chaîne du froid, elle s'est fortement diversifiée (une myriade de petites activités familiales traditionnelles à forte intensité de main-d'œuvre est remplacée par de grands processus industriels à forte intensité de capital et de plus en plus mécanisés ou robotisés), généralement au profit de grandes multinationales et au détriment de l'indépendance des petits producteurs, artisans et PME. La plupart des industries alimentaires dépendent presque entièrement de ressources végétales, animales, fongiques, microbiennes et génétiques (agrobiodiversité), ainsi que de ressources en nutriments, en eau et en sols, ressources plus ou moins facilement, lentement ou coûteusement renouvelables (ressources directement prélevées dans la Nature par l'agriculture, l'élevage et la pêche. Cette industrie pose des questions importantes en termes de soutenabilité, notamment en raison de son empreinte écologique, de son empreinte énergétique et de sa contribution au changement climatique,. L'industrie alimentaire entretien des liens directs avec la santé des consommateurs (cf. obésité, diabète, maladies cardiovasculaires, alcoolisme, certains cancers dus à la malbouffe et à l'abus de viande, éventuellement dopées aux hormones de croissance et/ou aux antibiotiques), et celle de la planète (cf. empreinte écologique du secteur alimentaire) ; 
Ce secteur économique comprend de puissants fabricants de produits de consommation tels que Cargill, Nestlé, Unilever, Danone, Lactalis, Pernod Ricard, Groupe Bel, Kraft Foods, United Biscuits, Xinjiang Chalkis (numéro deux mondial de la tomate transformée).
Il ne doit pas être confondu avec l’agro-industrie qui comprend, outre l'agroalimentaire, la transformation des productions issues de l'agriculture, de la pêche et de la foresterie en produits non alimentaires, comme les biocarburants, les biomatériaux et les biotechnologies industrielles (« biotechnologies blanches »).

## Éléments de définition
Il est difficile de décrire de manière inclusive tous les aspects de la production et de la mise sur le marché des aliments, ce qui explique qu'il existe plusieurs définitions de l'industrie alimentaire.
L'Agence britannique des normes alimentaires décrit ce secteur comme « l'ensemble de l'industrie alimentaire - de l'agriculture et de la production alimentaire, de l'emballage et de la distribution, à la vente au détail et à la restauration ». Le service de recherche économique de l'USDA utilise le terme système alimentaire pour décrire la même chose, déclarant : "Le système alimentaire américain est un réseau complexe d'agriculteurs et des industries qui y sont liées. Ces liens incluent l'industrie semencière, les fabricants de matériel agricole et de produits chimiques (engrais, pesticides, biocides et additifs…) ; les entreprises fournissant des services aux filières agroalimentaires et alimentaires (stockage, transports, ou encore services financiers et assurantiels…) ; les industries de commercialisation des aliments qui relient les fermes aux consommateurs, et qui comprennent les transformateurs d'aliments et de fibres, les grossistes, les détaillants et les établissements de restauration » . L'industrie alimentaire comprend notamment les sous-secteurs suivants :
Divers secteurs et sous-secteurs composent cette industrie :
- L'agriculture industrielle produisant des cultures végétales avec parmi ses principales filière qui jouent un rôle majeur dans Économie agricole ; (nota : certaines définitions excluent le segment amont de la culture ou de l'élevage jusqu'à l'entrée en abattoir ou en usine)[11]. ;
- L'industrie céréalière qui produit farine, son, germes, malt, amidon/fécules et produits dérivés, dont pour la production de pain et pâtisserie industriels, biscuits, biscottes, semoules, pâtes à tardes, à pizza, pâtes alimentaires, etc. mais aussi pour l'alimentation animale (porcs, bovins, volailles, poissons…) ;
  - l'industrie sucrière ;
- L'élevage industriel et ses principales filières 
  - l'industrie de la viande : élevage industriel du bétail, de volailles, d'espèces-gibier, l'abattoir, la charcuterie, la conserverie de viande ;
  - l'industrie laitière qui produit du lait, du beurre, de la crème fraiche, des yaourts, des fromages, du lait en poudre ou concentré, jusqu'au « crackage » du lait (produisant de la caséine, du lactose, des protéines ultra-filtrées, etc. pour l’industrie alimentaire), des crèmes glacées et glaces, etc. ;
  - la pisciculture
- la Pêche (halieutique) et la récolte d'algues et de fruits de mer
- La fabrication d’huiles, de corps gras et de margarines (d'origines animales ou végétales) ;
- Le secteur des « aliments élaborés » (à case de fruits, légumes, poissons, arômes, minéraux et additifs chimiques) : plats cuisinés, confitures, friandises ;
- autres produits industriels alimentaires divers : chocolat, confiserie, café et thé conditionnés, épices, herbes aromatiques, condiments, vinaigres, sauces préparées, aliments diététiques, compléments alimentaires, aliments pour bébés, produits de régime, petits déjeuners, entremets, desserts, bouillons, potages, levures, etc. ;
- le secteur de l'embouteillage (eau minérale et eau de source) et de la fabrication industrielle de boissons et alcools : vins, eaux de vie, distillation d’alcool, apéritifs, champagne, bière, cidre, jus de fruits et de légumes, autres boissons non alcoolisées ;
- des secteurs communautaires et/ou religieux (ex : alimentation halal[12],[13] et casher)
- Fabrication : agrochimie, construction agricole, machines et fournitures agricoles, semences, etc.
- Les procédés agroalimentaires ;
- Le Marketing : promotion de produits génériques (ex. : milk board), nouveaux produits, publicité, campagnes marketing, packaging, relations publiques, etc. ;
- Le Commerce de gros
- La distribution alimentaire : logistique (transports et entreposage) ;
- La Restauration collective ;
- L'Épicerie, les marchés fermiers, les  marchés publics et toutes les formes de commerce de détail ;
- le secteur de la réglementation de l'alimentation : règles et réglementations locales, régionales, nationales et internationales pour la production et mise sur le marché de denrées alimentaires ; sur la sécurité alimentaire (toxicologie et hygiène des aliments), la régulation du marketing publicitaire et des activités de lobbying de l'industrie ;
- Les services financiers : crédit, assurance
- L'Éducation : universitaire et professionnelle ; le conseil…
- La R&D : science alimentaire, microbiologie alimentaire, technologie alimentaire, chimie alimentaire et ingénierie alimentaire. Une partie du secteur de la recherche accompagne ou observe l'évolution de l'industrie alimentaire. Des domaines de tels que le classement des aliments, leur conservation, texture et rhéologie, stockage, traçabilité, etc. chevauchent bon nombre des processus listés ci-dessus. À tire d'exemple, en France l'INRA joue un rôle central dans ce domaine.

Seuls les agriculteurs de subsistance (ceux qui survivent en autarcie grâce à ce qu'ils cultivent) et les chasseurs-cueilleurs peuvent encore être considérés comme hors du champ d'action de l'industrie alimentaire moderne.

## Histoire, tendances, prospective

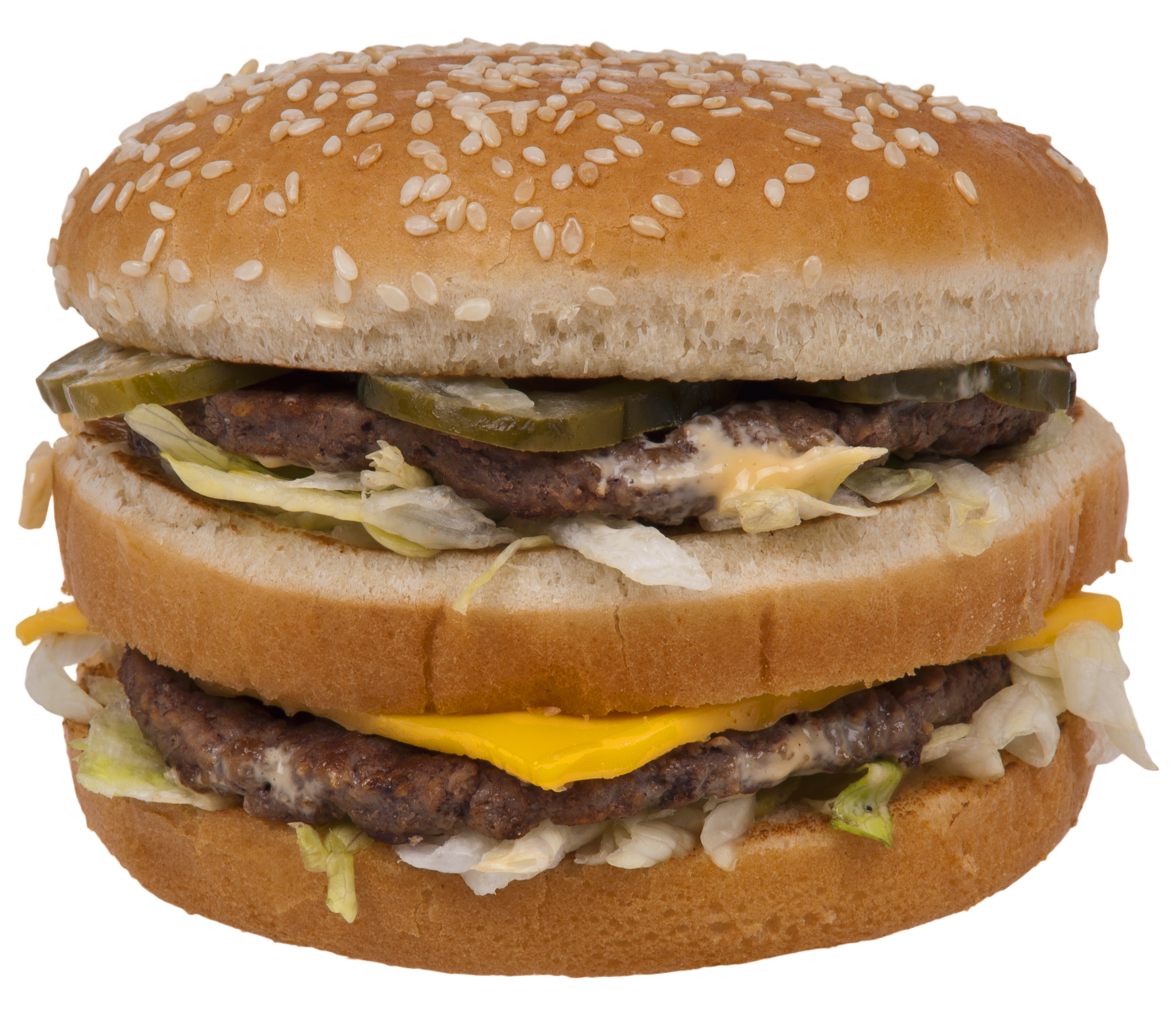
Le hamburger, symbole du fast-food, un modèle alimentaire qui s'est rapidement développé dans le monde à la fin du XXe siècle, critiqué pour ses effets sur la santé et l'environnement.

Après l'invention du feu et l'industrie lithique qui ont permis et le développement des populations de chasseurs-cueilleurs préhistoriques, l'invention de l'agriculture et de l'élevage (il y a environ 500 000 ans), ainsi que de  diverses formes de stockage et préservation de la nourriture ont eu une emprise croissante sur les sociétés humaines et les civilisations, dont entre le Tigre et l'Euphrate sur une zone devenue depuis aride. 
Selon l'agronome et universitaire Louis Malassis, au sens large, l'industrie alimentaire, qui a connu trois âges, est ce qui consiste à produire, distribuer et consommer la nourriture
L'invention du moulin à eau et du moulin à vent, puis l'utilisation du charbon et au XIXe siècle du pétrole, ont causé de profondes mutations des systèmes alimentaires, mutations amplifiées après la première puis la Seconde Guerre mondiale (mécanisation, informatisation, traitements thermiques et ionisant des aliments, aliments transgéniques, etc.) dans le cadre d'une économie de marché de plus en plus mondialisée et interdépendante. Selon la thèse de S. Le Pochat (2005), « dans les pays riches, une société de subsistance, liée à la satisfaction des besoins vitaux, a été remplacée par une société de consommation, rendue accessible grâce à la révolution industrielle »,.
La tendance observée depuis un siècle environ a été celle du remembrement agricole, de la concentration industrielle, avec depuis l'après-guerre une standardisation des produits (au détriment de l'agrobiodiversité), une accélération de la mondialisation du secteur (facilitée par l'avènement des conteneurs réfrigérés et des porte-conteneurs) et avec la constitution de ce que Jean-Louis Rastouin nomme un « modèle alimentaire agro-industriel tertiarisé » où au début du XXIe siècle, « le prix moyen des aliments est constitué de 20 % de matières premières agricoles, de 30 % de transformation industrielle et de 50 % de services et de marges dans les pays à haut revenu » ,.
Certaines entreprises, dans le cadre de la RSE (responsabilité sociale des entreprises), font des efforts d'écoconception des emballages et des produits alimentaires, pour limiter le gaspillage de ressources (dont lors du stockage), et pour diminuer l'empreinte écologique des aliments préparés et de leurs emballages, en complément de la responsabilisation des consommateurs (démarche zéro déchet, etc.).

## Lobby industriel
Les entreprises dominantes de l'industrie alimentaire, notamment regroupées dans l'organisation Consumer Brands Association, sont aussi un puissant lobby industriel, parfois dénommé Big Food (mot-valise créé par l'écrivain Neil Hamilton, similaire au mot Big Pharma) ,,.
Il reproché aux lobbys de l'industrie alimentaire d'utiliser des méthodes inspirées de celles de l'industrie du tabac (ou identiques, méthodes qui ont causé des millions de morts dans le cas du tabagisme). Selon Brownell et Kelly (chercheurs à l'université Yale), il existe des preuves empiriques et historiques relatives aux pratiques, messages publicitaires, propagandes et stratégies de l'industrie alimentaire visant à influencer l'opinion publique, la législation et la réglementation, la résolution des litiges et l'orientation de la recherche en santé publique et des publications scientifiques. Parmi ces méthodes figurent la fabrique et l'instillation du doute, les menaces de perte ou délocalisation d'emplois, les procès-bâillon contre les lanceurs d'alerte, la critique d'une supposée mauvaise science ou pseudo-science (dès que cette science met en avant des indices ou même des preuves claires d'un danger pour la santé ou les écosystèmes). Comme l'industrie du tabac, l'industrie alimentaire n'a cessé de freiner le contrôle externe et indépendant, les mesure permettant la souveraineté alimentaire des peuples et les réglementations au nom du libéralisme économique et d'accords commerciaux et de libre échange (ex : CETA et TAFTA). Tout en promettant de s'autoréguler, elle faisait en réalité pression aussi longtemps que possible, via un lobbying massif pour étouffer les actions des gouvernements, agences et ONG en faveur de produits « plus sûrs » pour la santé et l'environnement, soutenables, traçables et donc clairement étiquetés. Selon Brownell et Kelly, une partie de cette industrie manipule l'information pour continuer à vendre des boisons et aliments mauvais pour la santé, continuant aussi à nier ou minimiser la nature addictive de ses produits (boissons alcoolisées, sodas, sel alimentaire, sucre, édulcorants, certains additifs) et de leur marketing publicitaire (ciblant notamment les enfants et adolescents). L'industrie alimentaire utilise des moyens à la fois similaire et différent de ceux utilisés par l'industrie du tabac, notamment « dans les actions que ces industries ont prises en réponse à la crainte que leurs produits causent des dommages ». C'est le cas par exemple pour l'obésité devenue un problème mondial majeur, pour lequel selon Brownell et Kelly, « le monde ne peut pas se permettre de répéter l'histoire du tabac, dans laquelle l'industrie parle de haute morale mais sans la mettre en application ».

## Production alimentaire

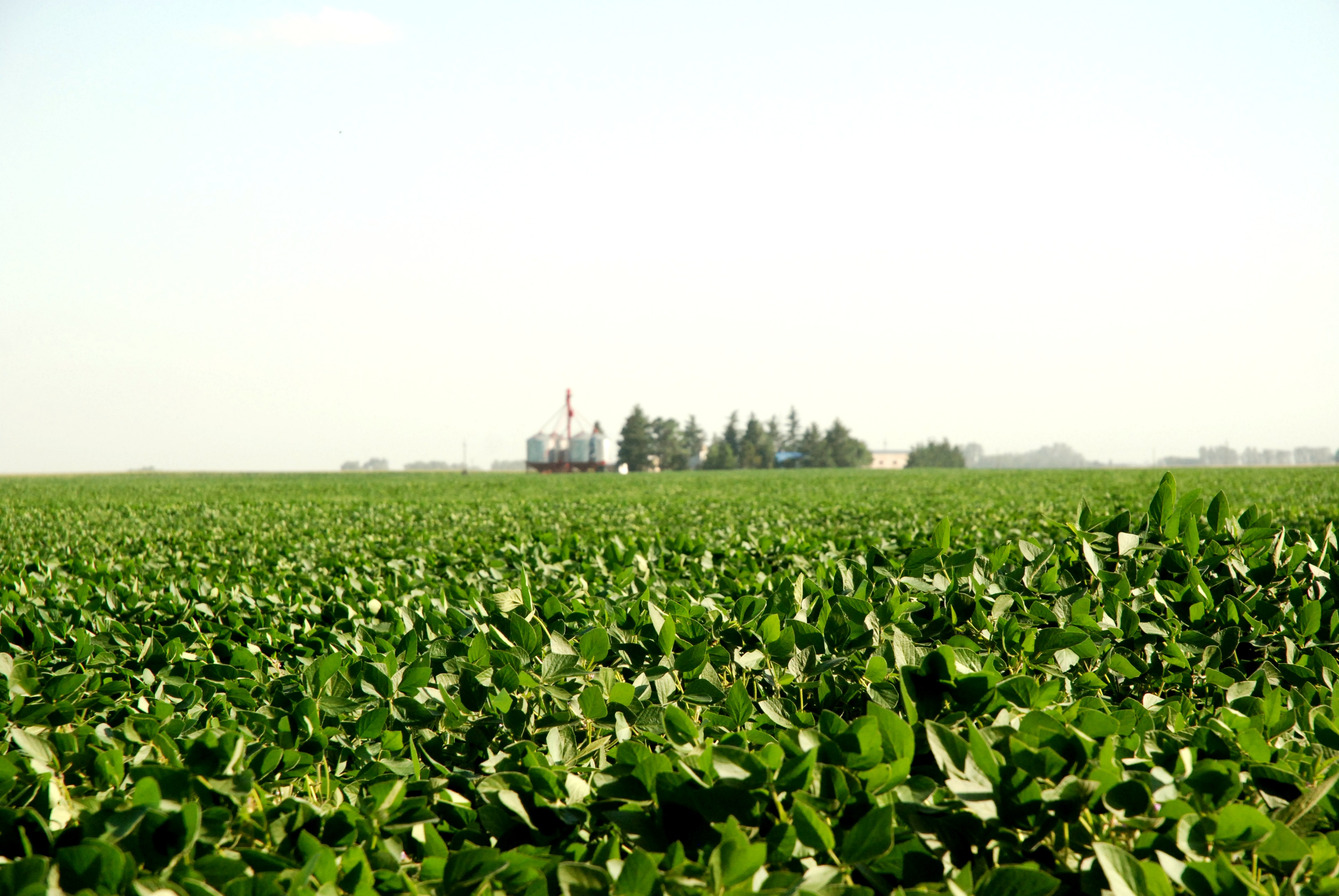
Champ de soja transgénique (Argentine)

La plupart des aliments produits pour l'industrie alimentaire proviennent des élevages industriels et de l'agriculture industrielle (aussi dite « conventionnelles », pour la distinguer de l'« agriculture bio »). Hors de l'Union européenne, la plupart des productions de soja et de quelques autres aliments est d'origine transgénique.
Environ 83 % de la nourriture consommée par l'humanité est aujourd'hui issue d'une agriculture « terrestre ». Les autres ressources importantes de l'industrie alimentaire sont l'aquaculture et la pêche.
Une personne sur trois environ dans le monde est employée dans l'agriculture , bien que celle-ci ne contribue qu'à hauteur de 3 % du PIB mondial . En 2017, l'agriculture contribuait en moyenne à 4 % des PIB nationaux.
La production agricole mondiale, en grande partie à cause de l'industrie alimentaire qui impose des pratiques agroindustrielles dites conventionnelles, notamment basées sur l'élevage industriel, les pesticides, les engrais azotés et le labour, sources d'une érosion et dégradation des terres, globalement responsables de 14 à 28 % des émissions mondiales de gaz à effet de serre, ce qui en fait l'un des principaux contributeurs au réchauffement climatique.
L'agronomie est l'une des sciences sous-jacentes aux techniques de production et d'utilisation des plantes pour l'alimentation, les agrocarburants, les fibres et la récupération des terres. Elle englobe les travaux dans les domaines de la génétique végétale, de la physiologie végétale, de la météorologie et des sciences du sol. Les agronomes contribuent à la production alimentaire, à la création d'aliments plus sains, à l'extraction de l'énergie des plantes et à mesurer l'impact environnemental de l'agriculture.

## Préparation des aliments

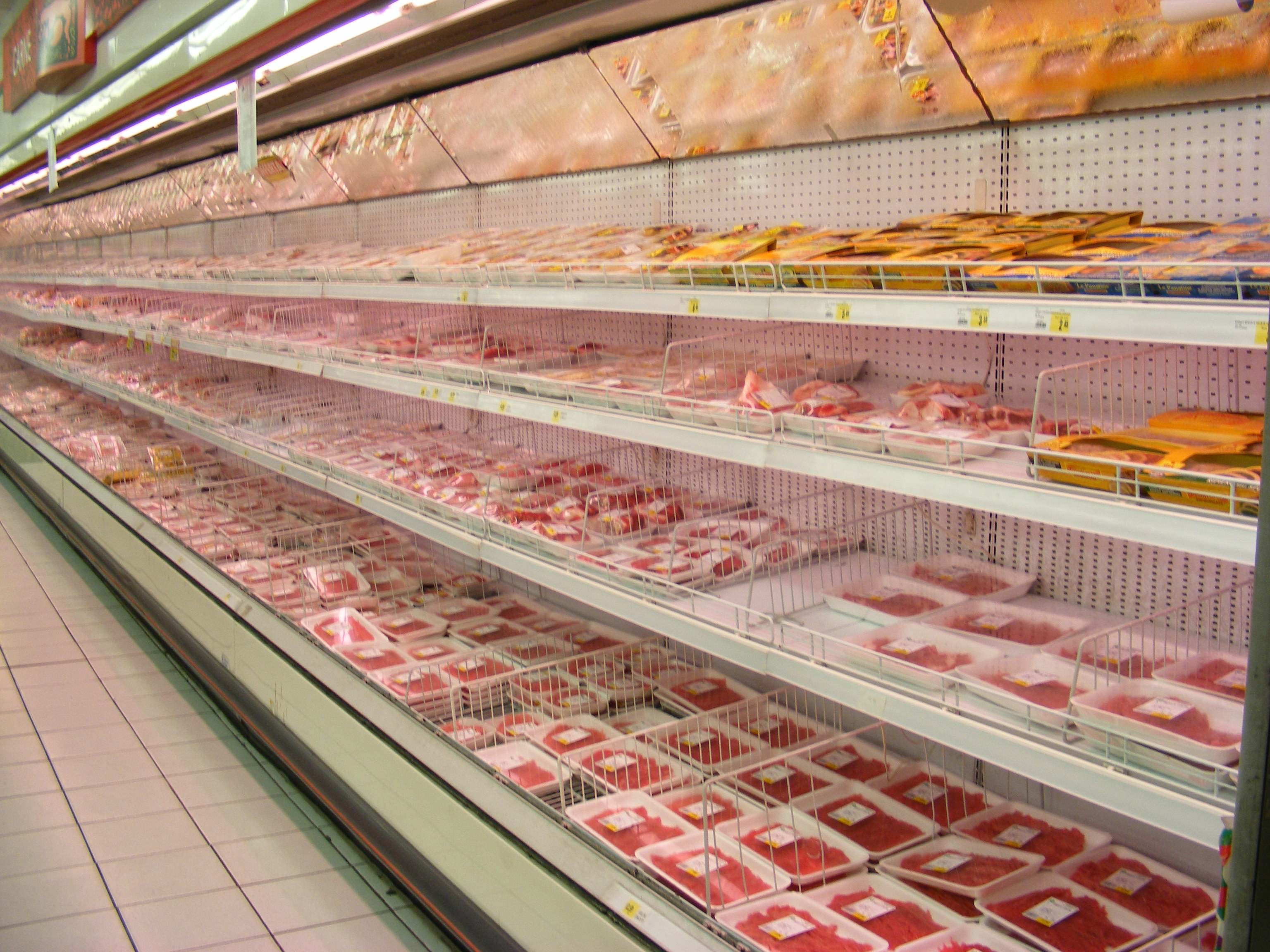
Viande emballée, étiquetée et réfrigérée dans un supermarché.

La transformation des aliments convertit des ingrédients bruts en aliments plus ou moins complexes destinés à la consommation animale ou humaine. Les composants de base sont récoltés ou abattus et dépecés et  utilisés, avec d'éventuels additifs pour produire des produits alimentaires mis sur le marché. Il existe de nombreuses manières de produire de la nourriture.
Produit unique : Cette méthode est utilisée lorsque les clients passent une commande pour quelque chose à faire selon leurs propres spécifications, par exemple, un gâteau de mariage. La fabrication de produits uniques peut prendre des jours en fonction de la complexité de la conception.
Production par lots : Cette méthode est utilisée lorsque la taille du marché pour un produit n'est pas claire et lorsqu'il existe une gamme au sein d'une gamme de produits. Un certain nombre de produits identiques seront produits pour constituer un lot ou une série, par exemple une boulangerie peut cuire un nombre limité de cupcakes. Cette méthode consiste à estimer la demande des consommateurs.
Production de masse : Cette méthode est utilisée lorsqu'il existe un marché de masse pour un grand nombre de produits identiques, par exemple des tablettes de chocolat, des plats cuisinés et des conserves. Le produit passe d'une étape de production à une autre le long d'une chaîne de production.
Just-in-time (JAT) (production) : c'est le mode de production utilisé dans les restaurants. Tous les composants du produit sont disponibles en interne et le client choisit ce qu'il veut dans une liste ou via un menu. Les plats sont ensuite préparés en cuisine, ou devant l'acheteur comme dans les sandwicheries, les pizzerias et les bars à sushis.

## Influence de l'industrie
Via la publicité, ses actions de lobbying et ses politiques de prix, l'industrie alimentaire a une grande influence sur la consommation et la législation alimentaire dans le monde.
Des organisations, telles que l'American Academy of Family Physicians (AAFP), ont été critiquées pour avoir accepté des dons venant de l'industrie alimentaire, telles que Coca-Cola ; dons sources de conflit d'intérêts et favorisant des intérêts particuliers et financiers.

## Commerce de gros et distribution

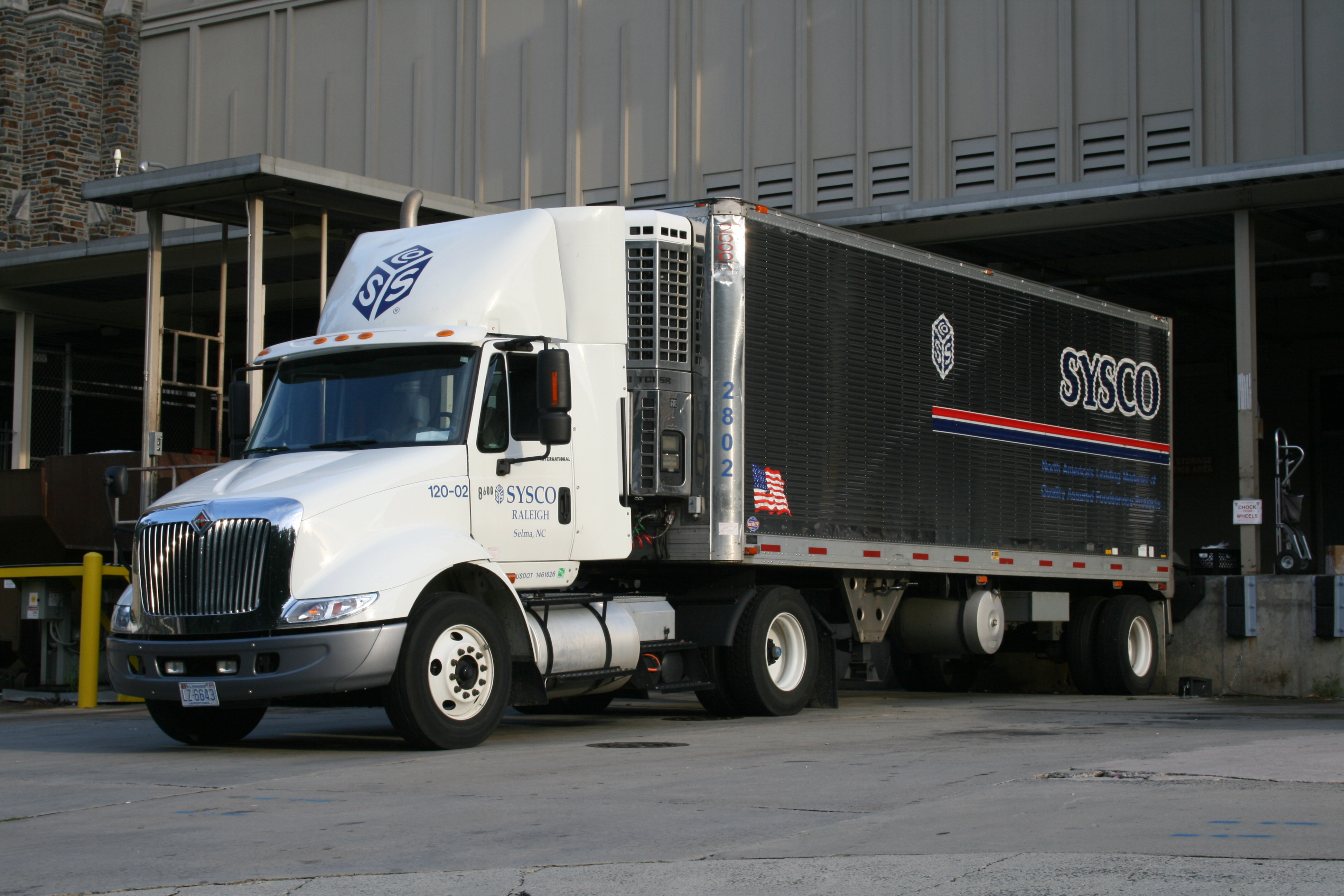
Camion destiné à la restauration, ici à un quai de chargement. Le transport routier très utilisé dans la distribution alimentaire contribue à l'empreinte carbone et à l'empreinte écologique du secteur alimentaire.

Un vaste réseau mondial de fret (maritime et routier essentiellement) relie les sous-ensembles de l'industrie alimentaire (fournisseurs, fabricants, entreposeurs, jusqu'au consommateur finall) .
Depuis le milieu du XXe siècle, dans l'industrie agroalimentaire, les marchés de gros de produits alimentaires  sont concurrencés par les supermarchés qui s'approvisionnent directement auprès des agriculteurs ou par l'intermédiaire de fournisseurs privilégiés en imposant leurs prix. Ces deux filières ont pris de l'importance dans tous les pays, notamment ceux en voie d'urbanisation, dont en Amérique latine et dans certains pays asiatiques.
Un flux presque constant et ininterrompu de produits, depuis les centres de distribution aux magasins, est  essentiel à l'industrie alimentaire. Les centres de stockage (éventuellement réfrigérés et alors très consommateurs d'énergie) cherchent à optimiser leurs coûts en diminuant l'appel à la main-d'œuvre et en mécanisant les système de manutention.

## Secteur de la vente au détail
Avec l'urbanisation et la mondialisation , l'achat final de nourriture est de plus en plus éloigné de la production alimentaire.
Au XXe siècle, le supermarché est devenu un élément de vente au détail déterminant pour l'industrie alimentaire. Des dizaines de milliers de produits y sont parfois rassemblés en un seul endroit, avec un approvisionnement continu toute l'année.
Le secteur de la préparation des aliments a aussi beaucoup évolué ces dernières décennies, avec trois secteurs de l'industrie alimentaire en concurrence apparente : 
- la filière épicerie vendant des produits frais et en grande partie crus pour le consommateur final.
- la filière  restauration et ses chaines
- la filière des aliments préparés, soit sous forme de produits finis, soit sous forme de composants partiellement préparés pour un « assemblage » final. Les restaurants, les cafés, les boulangeries et les food trucks mobiles offrent aux consommateurs la possibilité d'acheter de la nourriture.

Au XXe siècle existaient des épiceries associatives, coopératives et collaboratives.
Au XXIe siècle avec l'avènement de l'Internet, des épiceries en ligne ont émergé et les technologies numériques pour l'agriculture soutenue par la communauté ont permis à certains agriculteurs de vendre plus facilement directement leurs produits. Certaines épiceries en ligne ont volontairement fixé des objectifs ou des valeurs sociales au-delà de la satisfaction de la demande des consommateurs et de l'accumulation de bénéfices.

## Technologies de l'industrie alimentaire

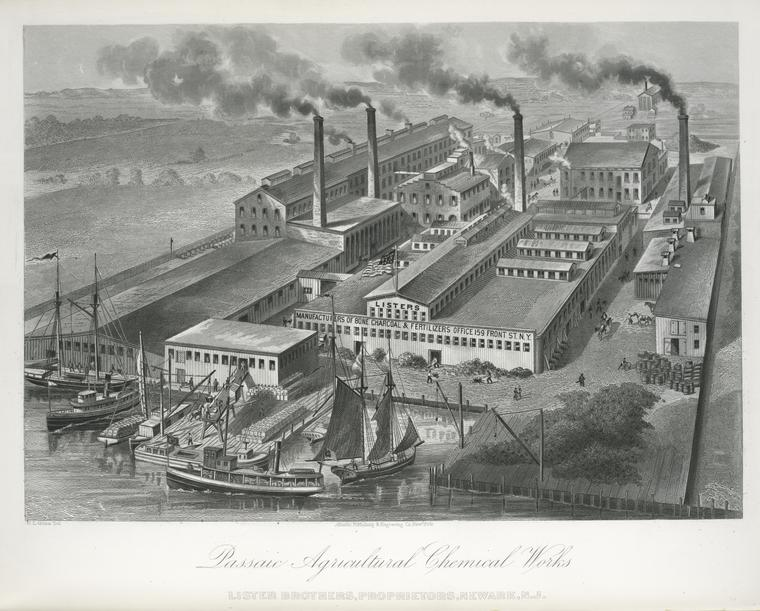
L'Agrochimie, favorisée par la grande disponibilité de charbon puis de pétrole a accompagné le développement de l'industrie alimentaire et agroalimentaire. Ici, une usine agrochimique américaine, en 1876.

La production alimentaire moderne repose sur des technologies de plus sophistiquées. La machinerie agricole, à l'origine tirée par la traction animale puis, dans les pays riches, par le tracteur, a  éliminé une grande part du travail animal et humain dans de nombreux domaines de production. Les biotechnologies sont à l'origine de nombreux changements, dans des domaines aussi divers que l'agrochimie, la sélection végétale et la transformation des aliments. Beaucoup d'autres types de technologies sont également impliquées, au point qu'il est difficile de trouver un domaine qui n'ait pas d'impact direct ou indirect sur l'industrie alimentaire. Comme ailleurs, les technologies mécaniques, informatiques et de la robotisation ainsi que la technologie financière de la finance ont pris une importance majeure dans le secteur, au risque de crises systémiques.
À partir des années 1970 surtout, ce secteur, comme beaucoup d'autres intègre aussi diverses technologies propres (dont pour le traitement des eaux et boues résiduaires en station d'épuration interne)

## Commercialisation
Alors que l'industrialisation éloigne  de plus en plus les consommateurs de la production alimentaire (hormis via le jardinage, les jardins participatifs...), le design et la création de produits se développent et la publicité et les médias deviennent les principaux vecteurs d'information sur les aliments. Ils contribuent, au moins dans les pays riches et émergents, à faire que l'aliment transformé et la boisson embouteillée tendent à devenir des catégories alimentaires dominantes. Les spécialistes du marketing ont des possibilités presque infinies dans la création de produits. Parmi les aliments destinés aux enfants et que la publicité encourage à consommer à la télévision, 73 % sont des aliments très transformés ou des plats préparés.

## Effet collatéraux

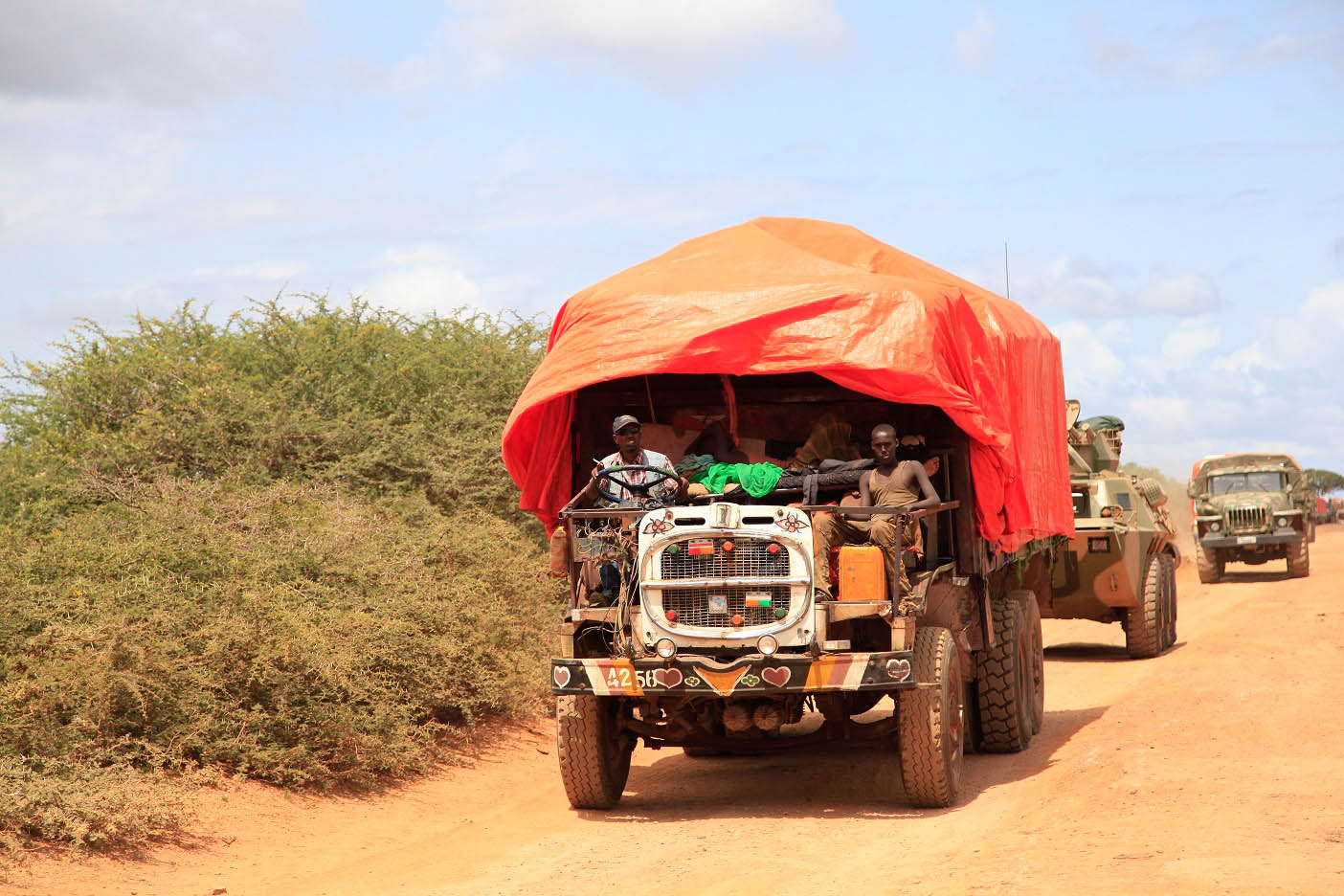
L'insécurité alimentaire, parfois aggravée par les effets de l'industrie alimentaire, est source de conflits meurtrier, de pauvreté, de sous-alimentation, de famines et d'un sentiment d'injustice qui alimente certains extrémismes et le terrorisme. Ici : acheminement de nourriture dans la région de Bay (Somalie) sous escorte militaire (troupes éthiopiennes de la Mission de l'Union africaine en Somalie)
(Photo : AMISOM/Sabirr Olad)

Des changements de culture alimentaire induits par la colonisation (ex. : introduction du pain, du blé ou du maïs en régions arides et introduction de la malbouffe en Afrique, Amérique du Sud, Asie du Sud-Est, etc.), le brevetage des semences et de ressources génétiques, l'envoi massif vers les pays pauvres de produits alimentaires (issus d'excédents de production (ex. : lait en poudre durant un certain temps, brisures de riz et bas morceaux de poulets ou d'autres viandes, exportés à bas coût et peu taxé dans le pays d'arrivée, prive les agriculteurs locaux de revenus, perturbe l'économie locale et engendre la pauvreté).
Selon l'agronome Marc Dufumier, l'agriculture bio et des filières plus locales encouragées au nord comme au sud pourraient réduire ou faire disparaitre ces dommages humains, économiques et environnementaux .

## Concurrence avec les usages non-alimentaires des sols (ex: pour les agrocarburants)
En France, vers 2015, environ 80 000 hectares de sols arables agricoles en France étaient cultivés pour des usages non-alimentaires, en partie sur ce qui auraient dû être des jachères agricoles (pour moitié, il s'agissait de colza dont l'huile était destiné à produire du diester (agrocarburant à mélanger au gazole).
Divers experts craignent une crise, en partie spéculative, des céréales.
En effet, d'une part l’industrie alimentaire en consomme de plus en plus dans le monde pour alimentation du bétail (754 millions de t/an en 2007-2008 avec ensuite une progression annuelle d’environ 2 %), et d'autre part la production d'agrocarburant (alcool, méthane) en consomme également de plus en plus (ex : 100 millions de t/an dont beaucoup proviennent de la maïziculture nord-américaine).
De pus, les céréales sont vulnérables aux sécheresses, tempêtes, canicules, maladies et on a vu que la guerre russo-ukrainienne a limité son commerce et sa production en 2022.
D'autres usages localement concurrents du sol sont les cultures de fibre textile et parfois des cultures destinées à produire certains écomatériaux (isolants thermiques et phoniques).

## Métiers, emploi

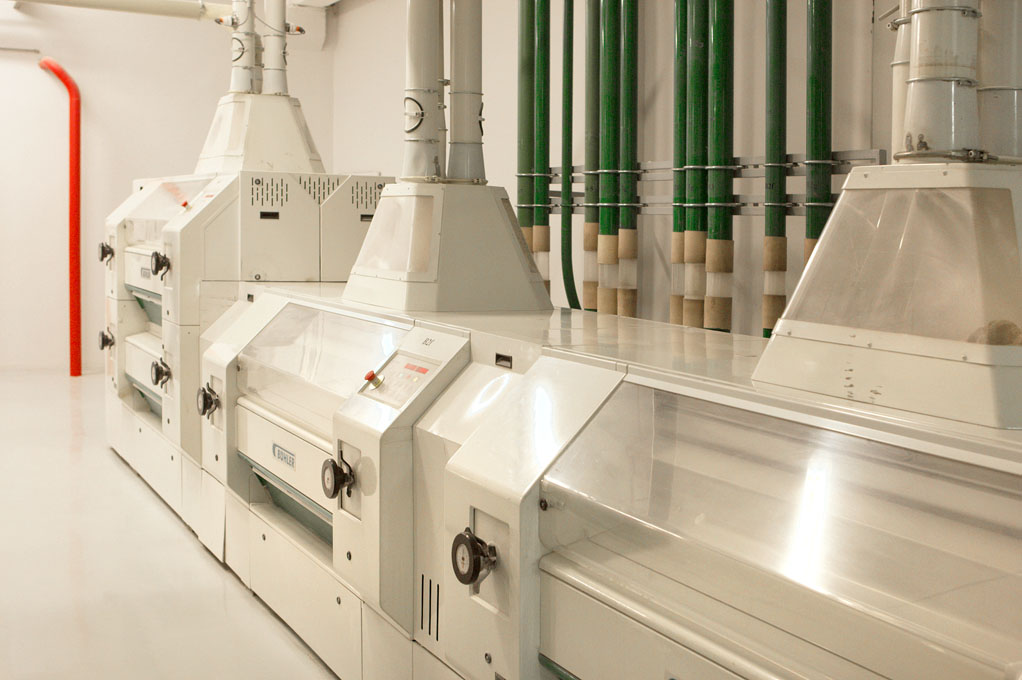
Équipement à Tartu Mill. Les usines modernes de transformation des aliments sont souvent hautement automatisées et robotisées.

Jusqu'aux 100 dernières années, l'agriculture était à forte intensité de main-d'œuvre. La majorité des populations étaient composée d'agriculteurs-trices ou d'éleveurs et des millions de personnes étaient impliquées dans la production alimentaire, généralement vivrière et locale. Ces personnes étaient en grande partie formés de génération en génération, reprenant une l'exploitation et tradition familiale.
Cette situation a radicalement changé. Si en Amérique en 1870, 70 à 80 % de la population américaine était employée dans l'agriculture en   2008 , moins cette part était tombée à 2% de la population (directement employée dans l'agriculture), et en 2020, environ 80% de la population vit en villes.[réf. nécessaire]

## Industrie alimentaire, environnement et climat.
L'agriculture industrielle et l'industrie alimentaire sont très consommatrices d'eau et d'énergies (fossiles ou non), elles sont aussi une source majeure de déforestation, de dégradation, érosion et salinisation des sols, ainsi que de pollution et destruction des zones humides], au détriment de la biodiversité et du climat.
En 2020, des scientifiques ont insisté sur le besoin urgent de fortement diminuer les émissions du système alimentaire mondial pour atteindre les objectifs climatiques de l'Accord de Paris,. Et un examen des preuves pour le mécanisme de conseil scientifique de l'Union européenne a confirmé que, sans changement significatif et rapide, les émissions augmenteraient de 30 à 40 % d'ici 2050 en raison de la croissance démographique et de l'évolution des modes de consommation (consommation de viande en croissance), concluant que « le coût environnemental combiné de la production alimentaire, évalué à environ 12 000 milliards de dollars par an, et passera à 16 000 milliards de dollars d'ici 2050 ». Les rapports successifs du GIEC et de l'UE concluent qu'il est possible d'adapter le système alimentaire pour en réduire les émissions de gaz à effet de serre et les problèmes de sécurité alimentaire, tout en évoluant vers un système alimentaire soutenable.

### Besoins de régulation
Depuis la Seconde Guerre mondiale, l'agriculture et le système alimentaire dominants ont évolué selon des modèles privilégiant la rentabilité monétaire et la spéculation au détriment de la justice et de l'intégrité sociale et environnementale, en freinant souvent les réglementations visant à protéger les consommateurs et à équilibrer cette orientation économique avec les intérêts publics pour la qualité, la sécurité alimentaire et la sécurité sanitaire des aliments, pour le bien-être animal, la protection de l'environnement et la santé (One health). Ce secteur à contribué au déni du changement climatique, au soutien à l'industrialisation et à la mondialisation de l'agriculture et de l'alimentation, à l'industrie transgénique.
En 2020, des chercheurs ont publié des projections et des modèles d'impacts potentiels des mécanismes de modulation dépendant des politiques, ou de leur absence, sur comment, où et quels aliments sont produits. Ils ont analysé les effets des politiques pour des régions ou des nations spécifiques telles que la réduction de la production et de la consommation de viande, la réduction du gaspillage et des pertes alimentaires, l'augmentation des rendements des cultures et la planification internationale de l'utilisation des terres. Ils concluent que l'augmentation des rendements agricoles si elle ne se fait pas au détriment de la biodiversité peut être bénéfique, notamment en Afrique subsaharienne, et que manger moins de viande serait très bénéfiques (en Amérique du Nord notamment) mais qu'une coordination mondiale et une action rapide sont nécessaires,,.

## Par pays

### Situation européenne
En 2018, l'Union européenne est le premier exportateur mondial de produits agroalimentaires, devant les États-Unis et le Brésil. L'excédent commercial du secteur est de 22 milliards d'euros, ce qui représente 7 % de la valeur totale des biens exporté par l'Europe. L'Europe était importatrice nette de produits agroalimentaires jusqu'en 2009.
Les boissons alcoolisées (vins et spiritueux) sont les produits les plus exportés (23 milliards d'euros en 2018), puis l'alimentation infantile avec plus de 7 milliards d'euros exportés.

### En France
En France, l'industrie agroalimentaire est l'un des premiers secteurs d'activités en chiffre d'affaires, avec 212 milliards d'euros. Au total, l’industrie agroalimentaire regroupe 54 450 entreprises employant 574 494 salariés.
C'est le premier employeur industriel d'Aquitaine, avec 19 % de l'emploi industriel régional.
Le secteur concerne treize pôles de compétitivité. Il est représenté et défendu par l’Association nationale des industries alimentaires (ANIA).
L'Insee distingue dix secteurs d'activités dans l'industrie agroalimentaire en France (hors tabac) :
1. La transformation et la conservation de la viande et la préparation de produits à base de viande : nombre d’entreprises soumises au secret statistique employant 114 202 salariés (chiffres relatifs à l'année 2018) ;
2. La transformation et la conservation de poisson, de crustacés et de mollusques : 316 entreprises, employant 12 255 salariés ;
3. La transformation et la conservation de fruits et légumes : 1 447 entreprises employant 24 480 salariés ;
4. La fabrication d'huiles et graisses végétales et animales : nombre d’entreprises soumises au secret statistique employant 8 773 salariés ;
5. La fabrication de produits laitiers : 1 193 entreprises employant 80 041 salariés ;
6. Le travail des grains ; la fabrication de produits amylacés : 381 entreprises employant 13 841 salariés ;
7. La fabrication de produits de boulangerie-pâtisserie et de pâtes alimentaires : 37 826 entreprises employant 183 507 salariés ;
8. La fabrication d'autres produits alimentaires : 4 066 entreprises employant 77 722 salariés ;
9. La fabrication d'aliments pour animaux : 317 entreprises employant 12 806 salariés ;
10. La fabrication de boissons : 3 755 entreprises employant 46 868 salariés.

L'INSEE a étudié le solde français du commerce extérieur des produits agroalimentaires selon l'origine et la destination en 2018 
Les données de l'INSEE font apparaître un excédent global du commerce extérieur de 5 893 millions d'euros mais composé d'un déficit de 3 191 avec les partenaires de l'Union européenne et d'un excédent de 9 084 hors Union européenne. Le secteur de fabrication des boissons est le plus excédentaire (12 628 au total), suivi de celui de la fabrication des produits laitiers (2 484). Les plus déficitaires sont la transformation et les conserves de poissons, crustacés et autres (−3 272), la transformation et conserves de fruits et légumes (−3 001), la fabrication des huiles et graisses végétales et animales (−2 224).
| Intitulé                                                    | UE     | Hors UE | Total  |
| ----------------------------------------------------------- | ------ | ------- | ------ |
| Exportations (Fab)                                          | 29 203 | 19 179  | 48 382 |
| Importations (Caf)                                          | 32 394 | 10 095  | 42 489 |
| Solde (Caf-Fab)                                             | −3 191 | 9 084   | 5 893  |
| Solde des échanges par secteur d'activité (NAF rév. 2)      |        |         |        |
| Transformation et conservation viande et préparation viande | −1 909 | 572     | −1 337 |
| Transformation et conserves de poisson, crustacés, etc.     | −830   | −2 442  | −3 272 |
| Transformation et conserves de fruits et légumes            | −2 376 | −625    | −3 001 |
| Fabrication d'huiles et graisses végétales et animales      | −1 029 | −1 195  | −2 224 |
| Fabrication de produits laitiers                            | 514    | 1 970   | 2 484  |
| Travail des grains ; fabrication de produits amylacés       | 735    | 115     | 850    |
| Fabrication de produits boulangerie-pâtisserie et pâtes     | −623   | 407     | −216   |
| Fabrication d'autres produits alimentaires                  | 60     | 295     | 355    |
| Fabrication d'aliments pour animaux                         | 511    | 619     | 1 130  |
| Fabrication de boissons                                     | 3 263  | 9 365   | 12 628 |
| Fabrication de produits à base de tabac                     | −1 507 | 3       | −1 504 |

## Critiques
Divers personnalités, livres, films, études, reportages télévisés ou diffusés sur le Web ont critiqué l'industrie alimentaire, notamment pour son opacité, les freins qu'elle oppose à un étiquetage clair et transparent des produits alimentaires (étiquetage carbone, empreinte écologique des aliments transformés et importés de loin, étiquetage nutritionnel...), ses activités institutionnalisées de lobbying, son dumping social, les scandales alimentaires réguliers et des révélations ou soupçons ou d'utilisation de la nourriture comme « arme alimentaire » et/ou comme support de spéculation financière sur les produits et matières premières agrosourcées, par exemple lors de la crise alimentaire mondiale de 2008 et de ses émeutes de la faim,, en dépit des efforts de régulation des prix agricoles de la Banque mondiale et du G20. Selon Gérard Le Puill, « pas plus que pour la finance », aucune leçon n'a été tirée « concernant la production agricole, la sécurité et la souveraineté alimentaire des peuples ». De son côté, Jean-Philippe André, président de l’Association nationale des industries alimentaires (Ania) affirmait dans la revue Libre Service Actualités en 2022 qu'aucune entreprise du secteur ne profite du contexte de la guerre russo-ukrainienne pour faire de la spéculation, mais dans le même temps, il en appelle à la responsabilité des distributeurs. Les engagements de grands trusts de l'alimentaire en termes de responsabilité sociale et environnementale suscitent le doute de certains observateurs (« Mariage ou mirage ? » s’interrogeaient Yates et ses collègues épidémiologistes et chercheurs en santé publique en 2021) ; que penser de la volonté affichée de « Big Food », après qu'il a concentré le pouvoir dans le mains de quelques géants transnationaux du marché connus pour avoir contribué à « des systèmes alimentaires non durables, malsains et inéquitables pour les personnes et la planète ». Selon eux, « oute implication (de Big Food) dans l'établissement d'un programme de recherche ou la formulation de solutions politiques introduit des conflits d'intérêts, légitime l'irresponsabilité des entreprises et compromet l'intégrité scientifique. Big Food a le dynamisme et le pouvoir de résoudre les problèmes du système alimentaire, mais bien qu'il contribue à tant de ces problèmes, il devrait suivre - et non formuler - des preuves, des politiques et des réglementations transformationnelles ».
Parmi les critiques figurent :
- Eat This, Not That (série non romanesque publiée dans le magazine Men's Health )
- Fast Food Nation (livre de non-fiction de 2001)
  - Chew On This (adaptation du livre 2005 de Fast Food Nation pour les jeunes lecteurs)
  - Fast Food Nation (film documentaire de 2006)
- Food, Inc. (film documentaire de 2008)
- Panic Nation (livre de non-fiction de 2006)
- Super Size Me (film documentaire de 2004)
- « Alimentation industrielle : qu'y a-t-il vraiment dans nos assiettes ? » (consulté le 27 septembre 2022)
- La Santé dans l'assiette (Forks over Knives) (film documentaire de 2011)
- The Jungle (roman de 1906 d'Upton Sinclair qui exposait les violations de la santé et les pratiques insalubres dans l'industrie américaine de l'emballage de la viande au début du XXe siècle, sur la base de son enquête pour un journal socialiste)

## Clean label
Ce label volontaire est apparu en Amérique du Nord dans les années 2010, à l'intention de l'industrie alimentaire. Il n'a pas été soutenu par l'Union européenne qui laisse aux états la liberté de le soutenir s'ils le souhaitent ; selon, « le clean label est à la transformation alimentaire ce que l’agriculture raisonnée est à l’agriculture industrialisée. Il s’agit de concevoir une offre qui puisse répondre aux attentes d’une population qui souhaite de « meilleurs » produits sans avoir les moyens et ou l’envie d’aborder les produits biologiques ». Un code d'étiquetage dit PLU (pour Price Look Up) a été créé par la International Federation for Produce Standards (IFPS) pour faciliter les inventaires et le passage à la caisse des fruits, légumes, fines herbes et noix tout en donnant quelques informations sur le caractère bio, OGM ou intensif de la production agricole, mais les lobbys du secteur des biotechnologies et de l'agro-industrie ont refusé qu'il soit utilisé pour permette au public de savoir si un aliment et ou non OGM (notamment dans le contexte d'une proposition de loi (Public Law 114-214) voulant imposer l'étiquetage des produits OGM ou issus d'OGM, cet étiquetage a été combattu, et n'a pas été repris dans le code PLU, pourtant uniquement volontaire
Ce Clean label combine :
- « la promesse d’une communication sincère sur la composition réelle du produit en des termes compréhensibles par les consommateurs »[15] ;
- « la communication de la composition même des produits dans lesquels les entreprises s’efforcent de réduire ou supprimer les adjonctions de conservateurs et d’exhausteurs de goûts, mis en cause dans certains problèmes de santé et globalement considérés comme non « naturels »[15].

En faisant volontairement évoluer les recettes (ex. suppression des exhausteurs de goûts) et en utilisant des ingrédients de meilleure qualité, ce label peut continuer à augmenter le coût de revient des produits préparés, mais aussi améliorer l'attractivité du produit.
Les atmosphères contrôlées en emballages étanche permettent de ralentir l'oxydation, les migrations de certaines molécules et la maturation des produits (nota : mais « le gaz de l’atmosphère contrôlée n’étant pas considéré par la législation comme un ingrédient, ni un additif, il n’empêche pas l’appellation Clean Label »).

### Filmographie
- Coline Serreau, Solutions locales pour un désordre global, 2010
- Erwin Wagenhofer, We Feed the World, 2005
- Richard Linklater, Fast Food Nation, 2006 (basé sur le livre d'Eric Schlosser, Fast Food Nation, 2001)
- Morgan Spurlock, Super Size Me, 2004
- Nikolaus Geyrhalter, Notre pain quotidien, 2004